# Ugonna Okegwo
Ugonna Okegwo, (London, 1962. március 15. –) német-nigériai dzsesszbőgős, zeneszerző. New Yorkban él.

## Pályafutása
Ugonna Okegwo Londonban született Christel Katharina Lulf és Madueke Benedict Okegwo fiaként. 1963-ban a család a németországi Münsterbe költözött. Okegwo itt nőtt fel. Már fiatalon elektromos basszusgitáron játszott. Az iskolában huszonegyévesen hegedűkészítő osztályban végzett, és basszusgitározni kezdett. A Long Island-i Egyetemen 1994-ben  képzőművész summa cum laude diplomát szerzett.
1986-ban Berlinbe költözött, ahol Jay Oliver basszusgitárosnál és Walter Norris zongoristánál tanult. Ezután bekerült a harsonás Lou Blackburn zenekarába, akivel egy európai turnén vett részt. Joe Newmannel, Oliver Jacksonnal és Major Holleyval játszott.
1989-ben New Yorkba költözött, ahol Big Nick Nicholas, Junior Cook és James Spaulding zenésztársa volt. Rendszeresen dolgozott Jon Hendricks énekessel is. Az 1990-es évek elején triót alakított Jacky Terrasson zongoristával és Leon Parker dobossal. 1997-ben kezdett rendszeresen fellépni a Tom Harrell együttesében. Tagja a Tom Harrell Quintetnek és a Mingus Big Bandnek is.
Okegwo számos előadóval dolgozott együtt, köztük Kenny Barronnal, Michael Breckerrel, Benny Carterrel, Johnny Griffinnel, Wynton Marsalisszal, James Moodyval, Clark Terryvel, Pharoah Sandersszel, Steve Wilsonnal, Michael Wolffal, Bruce Barth-al, Steve Davisszel, Dario Chiazzolino-val, Lionel Hamptonnal, Sam Newsome-mal, Kurt Rosenwinkellel és másokkal.
Okegwo 2002-ben az adta ki első albumát „Uoniverse” címmel.

## Albumok
- Uoniverse
- Satchmo Jazz Records
- Outside In Music